# Galeriegrab von Sorsum
Das Galeriegrab von Sorsum liegt nahe dem Hildesheimer Ortsteil Sorsum in Niedersachsen. Das Galeriegrab wurde 1955 bei Steinbrucharbeiten am Halsberg entdeckt und in den Jahren 1956–1960 vom Prähistoriker Martin Claus (1912–1996) ausgegraben. Die Megalithanlage gehört zu jenem neolithischen Typ, der auch als hessisch-westfälische Steinkiste bezeichnet wird und hier wie in Teilen Westfalens der Trichterbecherkultur (TBK) zuzuordnen ist.

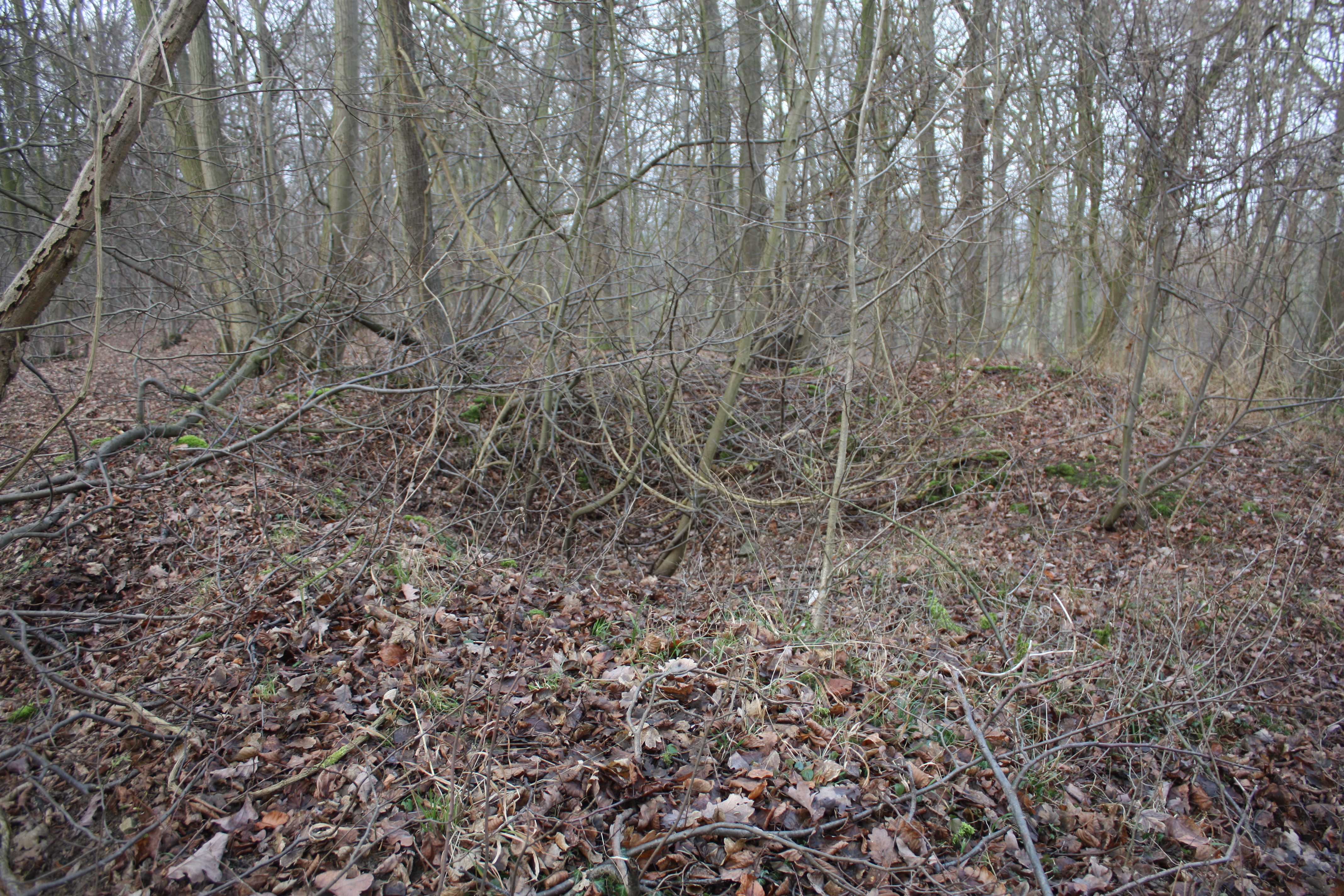
Das Galeriegrab von Sorsum, Blick in die Grube

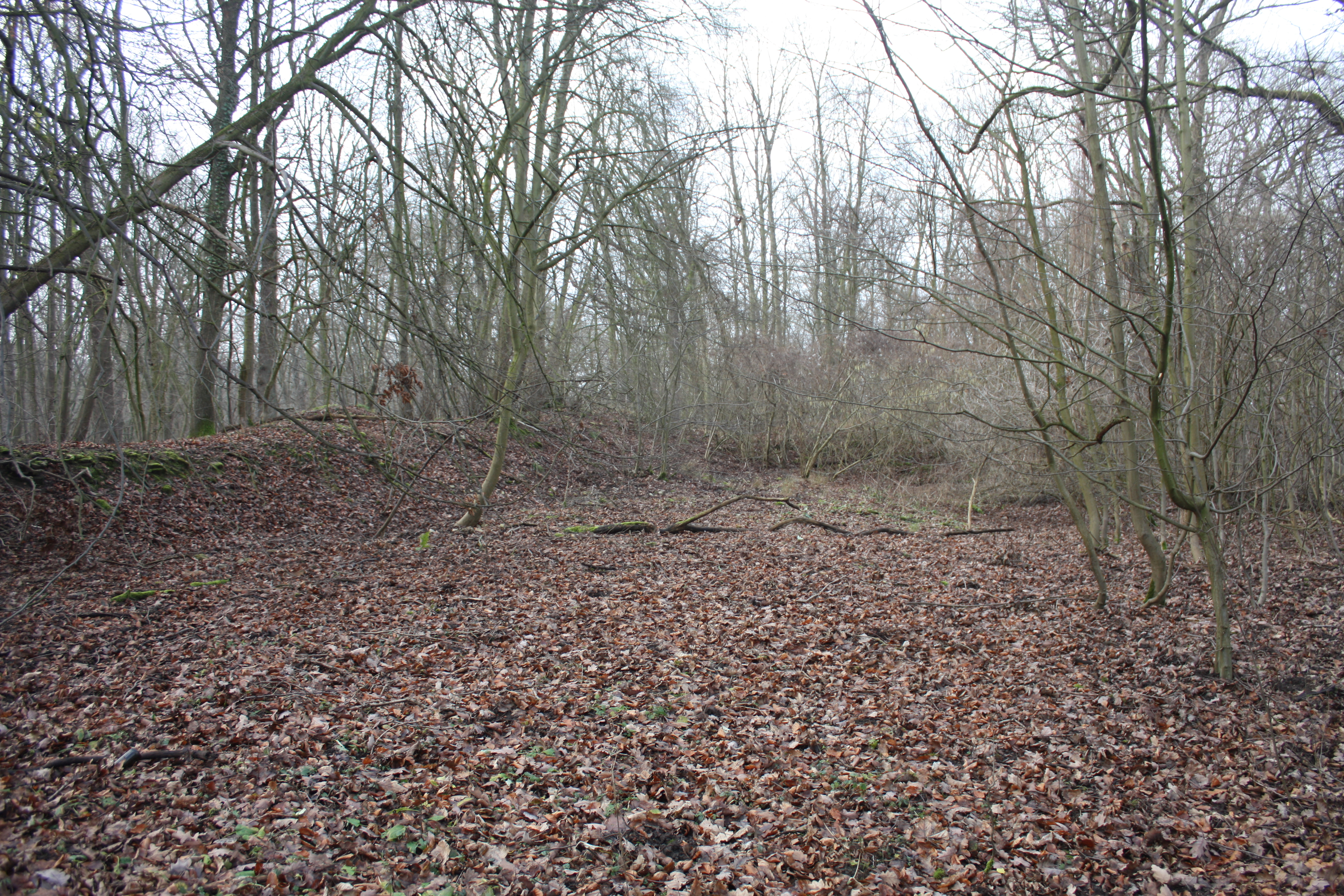
Das Galeriegrab von Sorsum, Nordansicht, Links das Ende des ehemaligen Steinbruchs, am Ende in der Bildmitte die Reste des Grabes

## Beschreibung
Bei der Ausgrabung wurde eine, teilweise in den anstehenden Kalkstein eingetiefte, Südwest-Nordost orientierte Kammer mit einer Länge von etwa 15,5 Meter, einer Breite von 2,4 bis 2,1 Meter und einer Tiefe von etwa 1,2 Meter freigelegt. Ein Teil des in Deutschland nördlichsten Grabes dieses Typs war bereits zerstört. Die nördliche Langseite bildete der anstehende Fels, in den ein etwa 80 Zentimeter breiter, abgetreppter Zugang zur Kammer eingehauen war. Senkrecht gestellte Steinplatten bildeten die seitlichen Begrenzungen dieses Abgangs. Die Sohle der Kammer war mit Kalkplatten ausgelegt. In der Nordwand fanden sich sorgfältig eingearbeitete und ausgekleidete kleine Nischen, die man als Balkenlager für eine nicht mehr erhaltene Holzdecke deuten kann.

## Funde
Die Anzahl der gefundenen menschlichen Skelettreste schätzt der Ausgräber auf etwa 150; laut A. Czarnetzki sind es mindestens 105. Die größtenteils nicht mehr im anatomischen Verband befindlichen Knochen lagen teilweise in Schichten. Aufgeschichtete Schädel fanden sich zum Teil in Pyramiden gestapelt vornehmlich an der Felswand. An Beigaben wurden zerscherbte Gefäße überwiegend von Tiefstichkeramik und solche der Walternienburg-Bernburger Kultur (beides Gruppen der TBK) geborgen. Außerdem fanden sich Raubtierunterkiefer, ein Felssteinbeil, zwei Knochenpfeilspitzen, ein Tonspinnwirtel sowie kleine Feuersteinartefakte.